# 2010年10月

## 10月1日
- 中国国家航天局嫦娥二号探月卫星在四川省西昌卫星发射中心由长征三号丙运载火箭搭载升空。新华网（页面存档备份，存于） 南方都市报（参见中國大陸新聞動態）
- 大衛·勞埃德·約翰斯頓在加拿大渥太華国会大厦宣誓就任第28任加拿大总督。人民网（页面存档备份，存于）
- 美国总统奥巴马和国务卿希拉里·克林顿对1940年代美国政府在危地马拉以检验青霉素疗效的名义故意让数百人在不知情的情况下感染性病，从而进行人体试验表示道歉。中国新闻网（页面存档备份，存于）
- 美国联合航空公司与大陆航空公司达成合并协议，成为世界第一大航空公司。新华网（页面存档备份，存于）

## 10月2日
- 嫦娥二号探月卫星传回它所拍摄的第一幅地月成像照。凤凰网（页面存档备份，存于）

## 10月3日
- 第19届英联邦运动会在印度新德里贾瓦哈拉尔·尼赫鲁体育场开幕，来自71个国家和地区的6000多名运动员参加。国际在线（页面存档备份，存于）
- 雪铁龙车队的法国车手塞巴斯蒂安·勒布在2010年世界拉力锦标赛中提前两站获得总冠军，这是他连续第七次获得该比赛的总冠军。新民网
- 拉脱维亚现任总理瓦尔迪斯·东布罗夫斯基斯率领的执政党联盟在2日举行的议会选举中获胜。新华网 Archive.today的存檔，存档日期2013-04-28

## 10月4日
- 联合国气候变化国际谈判天津会议在中国天津的梅江会展中心开幕，来自160多个国家的2500余名代表以及联合国相关机构等出席会议。人民网（页面存档备份，存于）腾讯网（页面存档备份，存于）
- 第八届亚欧首脑会议在比利时首都布鲁塞尔开幕，会议以“改善民生：提高公民福利和尊严”为主题。新浪（页面存档备份，存于）
- 在瑞典首都斯德哥尔摩的卡罗林斯卡医学院，诺贝尔奖评审委员会宣布，英国生理学家罗伯特·爱德华兹获得2010年诺贝尔生理学或医学奖。新华网（页面存档备份，存于）
- 匈牙利維斯普雷姆州奧伊考市一個鋁廠有毒廢水池決堤，導致大約100萬立方米含有鉛等重金屬的有毒廢水湧向附近3個村鎮和河流，許多房屋被淹，農田被毀。截至8日，洩漏造成的死亡人數上升至7人。[來源請求]

## 10月5日
- 因在2008年违规交易导致法国兴业银行巨额亏损的前交易员杰罗姆·科维尔被巴黎一家法院判处监禁3年，赔偿49亿欧元损失。BBC中文网（页面存档备份，存于）
- 瑞典皇家科学院宣布将2010年度诺贝尔物理学奖授予安德烈·海姆和克斯特亚·诺沃塞洛夫，以表彰他们在石墨烯材料方面的卓越研究。新华网 Archive.today的存檔，存档日期2013-04-28
- 语言学家宣布在印度和中国争议地区阿鲁纳恰尔邦（藏南）发现一种属于藏缅语族、只有800多人会说的新语言克罗语。中央广播电台[]
- 超級細菌入侵台，立委林建榮質疑衛生機關「超級放任」。nownews

## 10月6日
- 瑞典皇家科学院宣布將2010年度诺贝尔化学奖授予理查德·赫克、根岸英一、铃木章，以表彰他们在有机合成领域钯催化交叉偶联反应方面的卓越研究。新华网（页面存档备份，存于）
- 印尼西巴布亞省出現暴雨，引發嚴重水災，導致至少145人死亡。新西蘭國際廣播電台（页面存档备份，存于）

## 10月7日
- 瑞典文学院宣布将2010年度诺贝尔文学奖授予秘鲁和西班牙双重国籍作家马里奥·巴尔加斯·略萨。新华网（页面存档备份，存于）

## 10月8日
- 挪威諾貝爾委員會宣布將2010年度诺贝尔和平奖授予中國異見人士劉曉波，以表彰他「長期以非暴力手段為中國人權奮鬥」。英國廣播公司（页面存档备份，存于）諾貝爾獎網頁（页面存档备份，存于）

## 10月9日
- 韓國外交通商部於10月17日表示再次遭索馬裡亞海盜劫持船隻，該地海盜也於2010年4月也劫持了韓國與泰國船隻，而韓國船舶或載有韓國人的船舶遭到索馬裡海盜劫持自2006年4月以來共7次。朝鮮日報中文網
- 为迎接“不世出的领袖”金正恩，自1995年朝鲜爆发大饥荒后，朝鲜首次向一些家庭恢复发放“特供品”。次日，广播宣传金正恩的功绩，如指导土壤改良，令水稻亩产一吨。南方周末（22日）/网易（禁止网民评论）

## 10月10日
- 荷兰在加勒比海的海外属地荷属安的列斯解体，其中库拉索和圣马丁成为荷兰的自治国，圣尤斯特歇斯、波内赫和萨巴岛成为荷兰的特别自治区。荷兰国际广播电台

## 10月11日
- 微软正式公布了其下一代智能和手机操作系统Windows Phone 7，并首批推出了10款新品，分别来自HTC、三星、LG和戴尔等手机厂商。新华网（页面存档备份，存于）

## 10月12日
- 第65届联合国大会经过3轮不记名投票，选举印度、哥伦比亚、南非、德国和葡萄牙5国为新的安理会非常任理事国，任期2年。新华网（页面存档备份，存于）
- 美国一名联邦法官裁定美国军队停止执行针对同性恋士兵的“不问不说”政策，这项自1993年开始实行的政策禁止公开性取向的同性恋者在军队服役。华尔街日报

## 10月13日
- 智利科皮亚波附近一座铜矿自8月5日发生矿难而被困井下的33名矿工已全部成功升井获救。信使報（页面存档备份，存于） 新华网（页面存档备份，存于）BBC中文网（页面存档备份，存于）美國之音（页面存档备份，存于）

## 10月14日
- 巴拿馬運河副營運總裁向一艘香港註冊貨輪Fortune Plum頒發牌匾，慶祝它成為第一百萬穿越運河的船。美聯社（页面存档备份，存于）
- 联合国的科学家表示已扑灭一种会造成牛支感染瘟疫的致命病毒牛瘟病毒，这是人类自1980年消灭天花以来，首次根除一种病毒性疾病。自由电子报
- 荷兰自由民主人民党领导人马克·吕特宣誓就任新一任荷兰首相，其政党和基督教民主呼籲组成的内阁在自由党支持下执政。新华网 Archive.today的存檔，存档日期2013-04-28

## 10月15日
- 穿越瑞士阿尔卑斯山的圣哥达基础隧道全线贯通，该隧道全长57公里，超越日本青函隧道成为世界上最长的铁路隧道。swissinfo.ch（页面存档备份，存于）新华网（页面存档备份，存于）
- 赞比亚中华人民共和国投资的煤矿工人示威要求改善工作条件，2名中方人员走出办公室向众人开枪，打伤12人。法新社 环球时报 卢萨卡时报 中国网/网易（18日）

## 10月16日
- 中國河南省禹州市發生河南平煤集團礦難，入井的當班人員有276人，其中239人經及時搶救撤離安全升井，事故共造成37人死亡。此事件已獲中國政府高度重視並下令徹查。 中國政府網/腾讯新聞（页面存档备份，存于）

## 10月17日
- 罗马天主教教皇本笃十六世在梵蒂冈新册封了6位圣人，其中包括成为澳大利亚首位圣人的已故修女玛丽·马基洛普。BBC中文网（页面存档备份，存于）

## 10月18日
- 超强台风鲇鱼在菲律宾吕宋岛东北部登陆，造成至少2人死亡，6人受伤。人民网（页面存档备份，存于）

## 10月19日
- 印度政府的审讯报告显示，在2008年孟买恐怖袭击案中，巴基斯坦三軍情報局为参与袭击的组织虔诚军提供了多项支持。中新网（页面存档备份，存于）

## 10月20日
- 官媒新华网称中国存贷款基准利率上调0.25%震动全球，致使美欧各国股市大幅回落，原油期货价、黄金期货价暴跌。新华网/网易（参见中国大陆新闻动态。）
- 欧洲天文学家发现一个距离地球约131亿光年的星系UDFy-38135539，其诞生时间仅为宇宙大爆炸发生6亿年后，是人类迄今为止发现的距离地球最遥远和最古老的星系。新华网（页面存档备份，存于）
- 氣旋吉里於孟加拉灣生成。https://web.archive.org/web/20150924042446/http://www.imd.gov.in/section/nhac/dynamic/cwind.htm

## 10月21日
- 缅甸国家和平与发展委员会颁布法令，宣布正式启用2008年通过的新宪法所确立的新國旗和新国徽，并正式启用新國名緬甸聯邦共和國。联合新闻网新华网（页面存档备份，存于）
- 台灣宜蘭縣因梅姬颱風而引起的共伴效應發生嚴重水災。[來源請求]

## 10月22日
- 中华人民共和国日前（具体日期不详）向日本国提出“共同开发”钓鱼岛（钓鱼台岛），遭到日本国拒绝。共同社 凤凰卫视（22日）（页面存档备份，存于）
- 英國海軍最新型潛艇機敏號在蘇格蘭斯凱島附近擱淺，所有船員獲救。英國廣播公司（页面存档备份，存于）
- 海地总统勒内·普雷瓦尔确认，近日在该国暴发的霍乱疫情正在迅速蔓延，目前已造成至少138人死亡，另有1526人染病。中国网[]
- 维基解密网站公布了391,832份美军关于伊拉克戰爭的機密文件。新华网1（页面存档备份，存于） 新华网2（页面存档备份，存于）

## 10月23日
- 意大利警方说，自1999年来一直处于通缉状态的意大利黑手党重要头目格兰迪奥·梅西纳在西西里岛的警方一次突袭行动中落网。新华网 Archive.today的存檔，存档日期2013-01-05
- 在韩国庆州市举行的二十国集团财政部长和中央银行行长会议就国际货币基金组织份额改革达成协议，确认向新兴经济体转移超过6%的投票权。新华网 Archive.today的存檔，存档日期2013-04-28
- 東京影展星光大道前，中華人民共和國（中國大陸）代表團質疑中華民國（台灣）代表團名稱，最後雙方都沒走成綠地毯。[來源請求]

## 10月24日
- 第42届世界体操锦标赛在荷兰鹿特丹阿霍伊体育馆闭幕，中国队以4枚金牌4枚银牌1枚铜牌位列奖牌榜首位。搜狐（页面存档备份，存于）

## 10月25日
- 印度尼西亚西苏门答腊省明打威群岛附近海域发生里氏7.7级强烈地震，并引发海啸，造成至少272人死亡，412人失踪。新华网（页面存档备份，存于）光华日报

## 10月26日
- 中国卫生部今天首次通报：内地已发现“超级细菌”3病例，其中2人于2010年3月痊愈，1人于2010年6月死亡。于今年3月康复的2人，系世界上首次发现的因屎肠球菌致病病例。法制晚报/凤凰网（页面存档备份，存于）（参见Portal:中国大陆新闻动态）
- 位于印度尼西亚爪哇岛的默拉皮火山喷发，造成至少28人死亡，14人受伤。路透
- 生物学家在缅甸北部山区发现仰鼻猴属的一个新物种缅甸金丝猴。中国国家地理网

## 10月28日
- 第17届东南亚国家联盟（东盟）首脑会议在越南国家会议中心开幕，与会各国领导人将商讨促进东盟共同体建设、加强东盟与伙伴国关系、应对全球性挑战等主题。新华网（页面存档备份，存于）
- 中国国防科技大学研制的天河一号超级计算机经技术升级后，每秒浮点运算次数达2507万亿次，成为世界上运算速度最快的计算机。新华网（页面存档备份，存于）

## 10月29日
- 考古学家对南非布隆伯斯洞穴的石制工具进行研究发现，这处7.5万年前的人类遗址已开始使用加压削片技术来制造矛尖。科学（页面存档备份，存于）

## 10月31日
- 中华人民共和国第六次全国人口普查明日零点起正式展开。针对“顽固”拒绝开门的居民，普查员可能与民警一同入户。新京报/网易（参见Portal:中国大陆新闻动态）
- 中国2010年上海世界博览会闭幕式在上海世博会文化中心举行，本届世博会累计参观人数达7308.44万，成为历史上参观人数最多的一届世博会。新华网（页面存档备份，存于）新民网（页面存档备份，存于）
- 巴西劳工党总统候选人在当天举行的总统选举第二轮投票中當選為巴西总统，成为巴西首位女總統。新华网（页面存档备份，存于）